# Smažený sýr

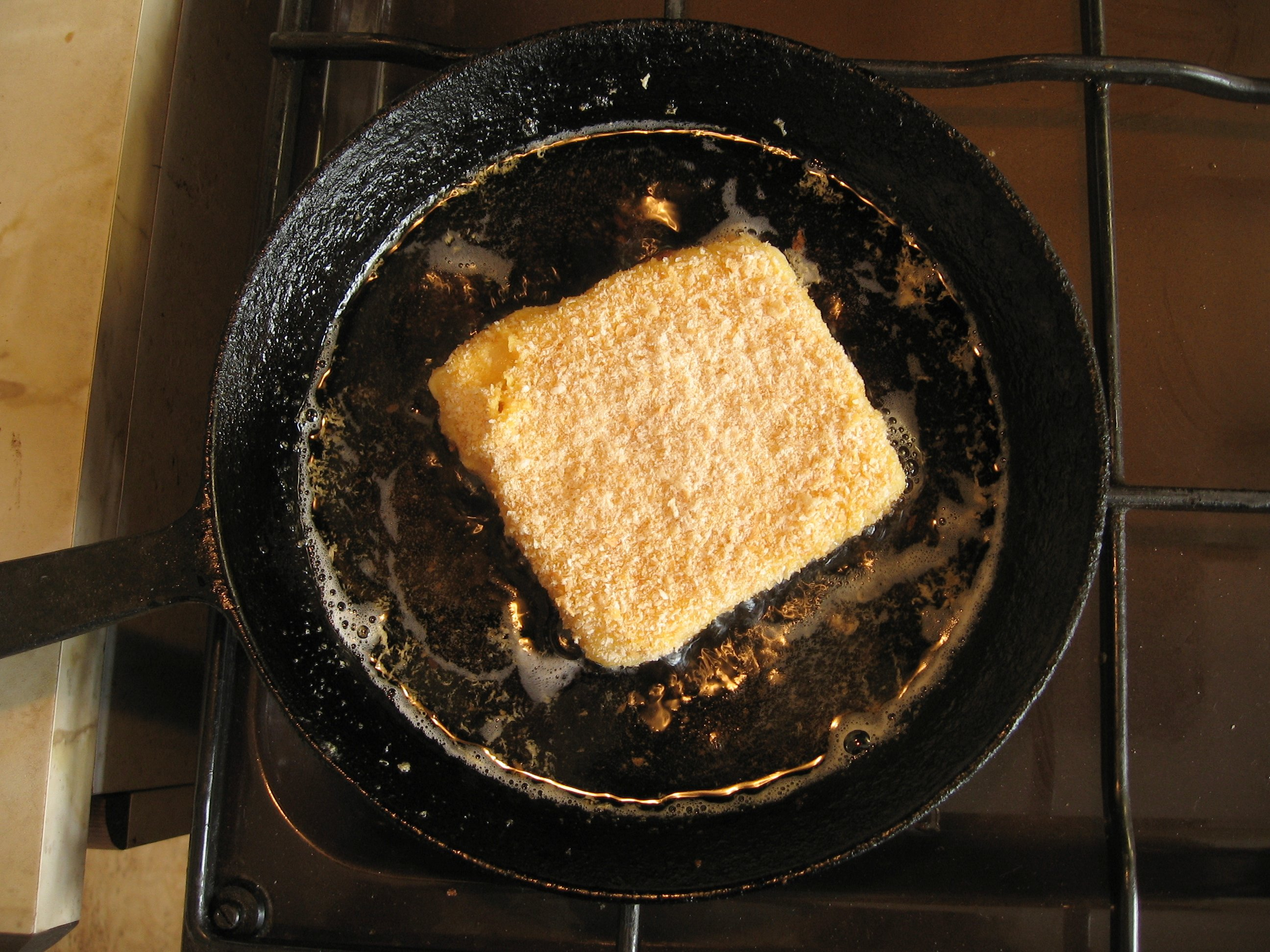
Smažený sýr friéndose.

Smažený sýr o vyprážaný syr (en checo y eslovaco literalmente ‘queso frito’) es un plato checoslovaco a base de queso. Consiste en una rebanada de queso, por lo general Edam, de alrededor de 15 mm de espesor, cubierta sucesivamente con harina, huevo y pan rallado para después freírla en sartén o freidora. A menudo se sirve con una ensalada de col roja, papas (que pueden ser papas fritas o puré de papas), y habitualmente salsa tártara o mayonesa. En restaurantes checos de comida rápida también puede servirse en forma de sándwich, es decir, entre dos rebanadas de pan, por lo general en un tipo parecido al de hamburguesa.